# Bauru (sándwich)

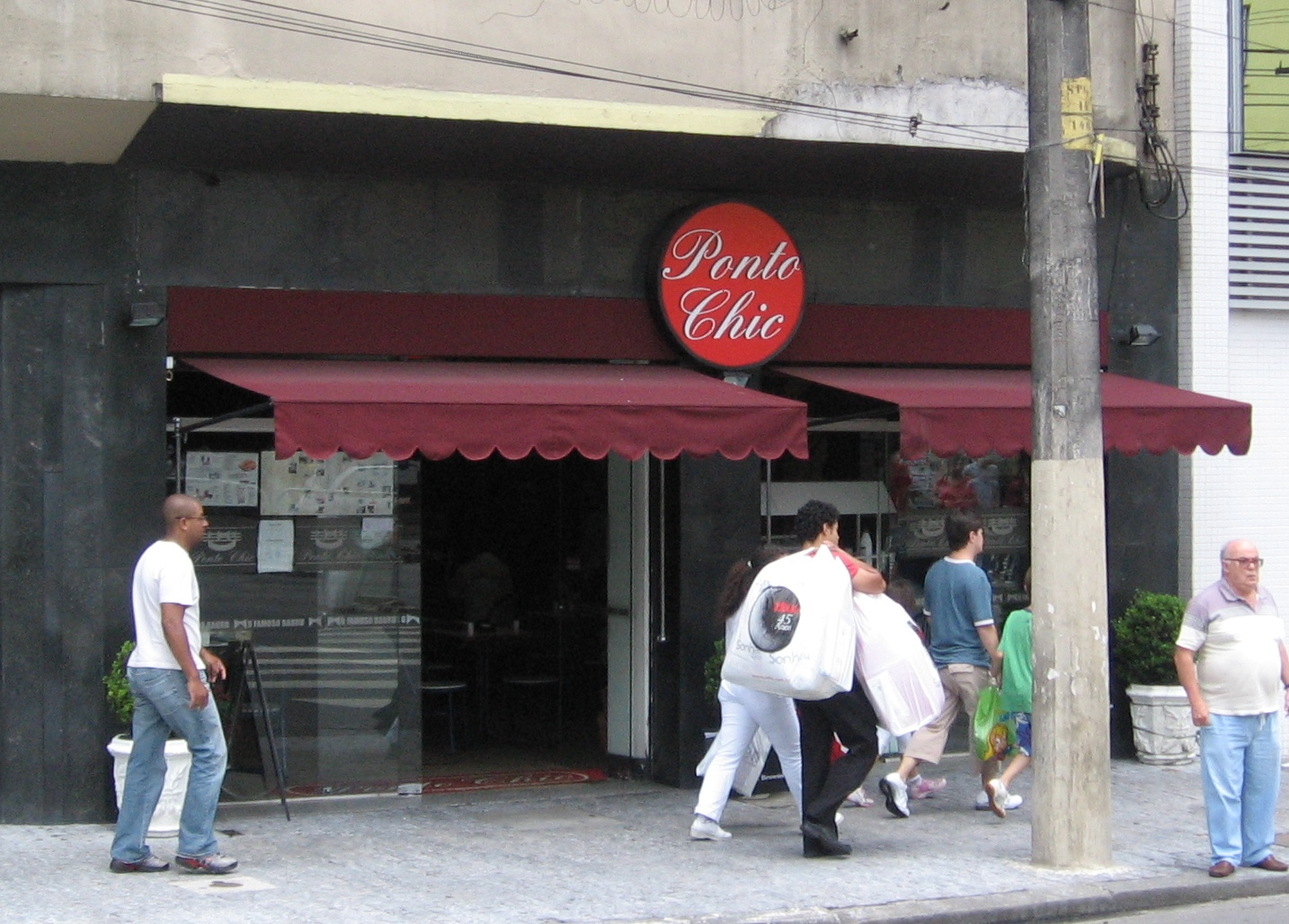
Fachada del Restaurante Ponto Chic (filial de Paraíso)

El sándwich Bauru es un sándwich muy popular de las cocinas brasileña y uruguaya. Se trata de un sándwich inventado por Casimiro Pinto Neto, apodado en referencia a su ciudad del Estado de São Paulo. El descubrimiento fue realizado en el restaurante Ponto Chic de Largo do Paiçandu en 1934. El sándwich fue muy popular y fue finalmente bautizado con el nombre de la ciudad natal del autor.

## Variantes

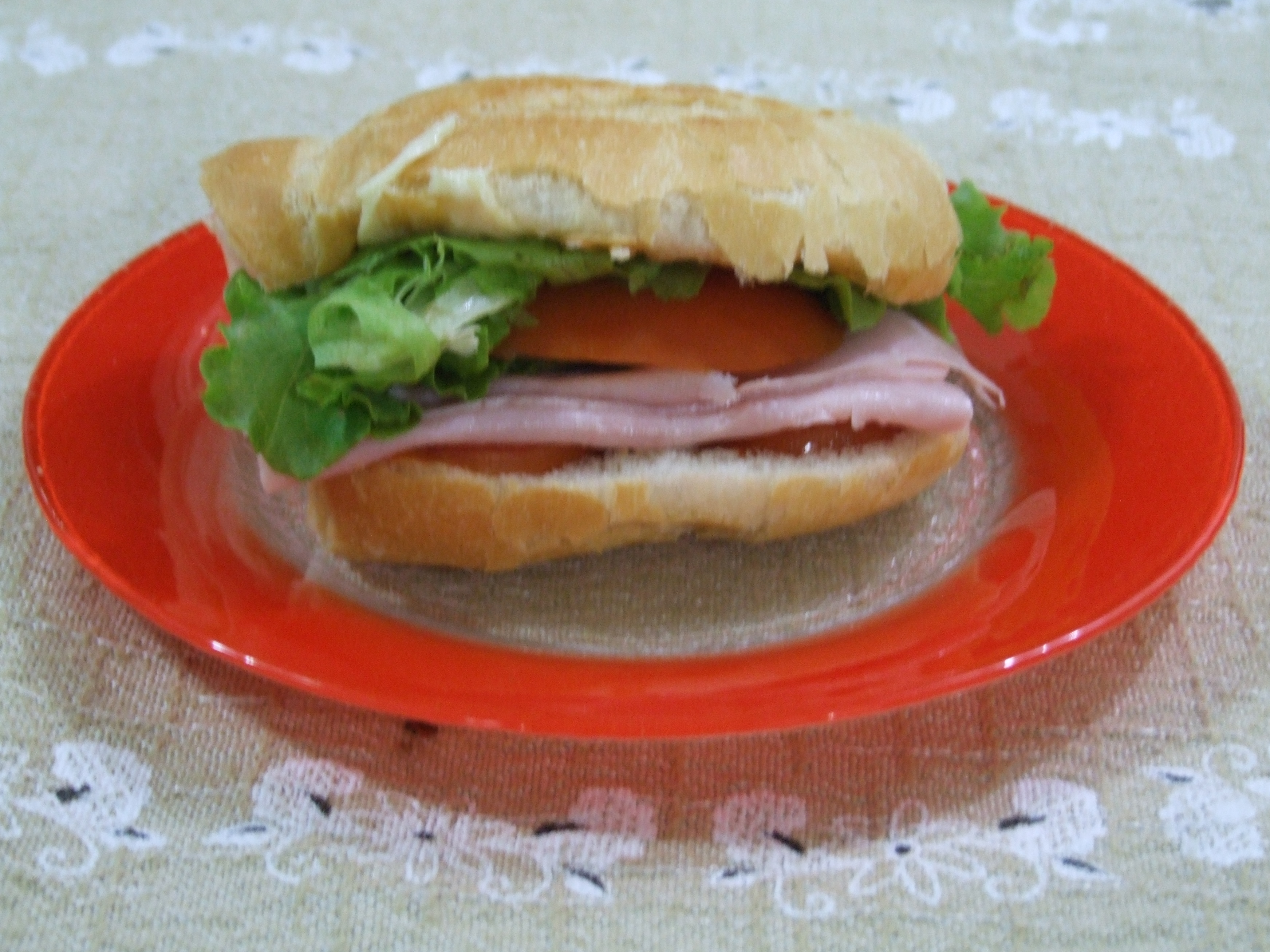
Sándwich Bauru, en su versión portuguesa

La receta original de Pinto Neto, fue oficializada por la ley municipal 4314, de 24 de junio de 1998, y fue aprobada por la câmara dos vereadores de Bauru, consiste en un pan francés con roast beef, rodajas de tomate, encurtidos y queso mozzarella derretido, condimentado con orégano y sal. Existen variaciones de la receta que no han sido consideradas como un verdadero Bauru. De entre estas variaciones, se destacan las siguientes: 
- Bauru francés: pan francés con roast beef, queso gruyer derretido y mostaza dijon.
- Bauru italiano: pan francés con roast beef, queso mozzarella derretido, jamón de Parma, tomate seco y orégano.
- Bauru americano: pan francés con roast beef, queso mozzarella derretido, lechuga americana, tomate y encurtidos.
- Bauru portugués: con jamón, queso y tomate.
- Bauru gaúcho: pan francés con roast beef de picanha, queso emmental derretido, chicoria (almeirão) y tomate.
- Bauru Ponto Chic: pan francés con roast beef de lagarto, queso suiço, estepe y prato derretidos, tomate, pepino, mantequilla, sal.[3]

En la actualidad existe un protocolo de validación y verificación en Brasil, en el que tras comprobar que su proceso de elaboración cumple ciertas características proporciona una certificación, aunque no es una certificación oficial. Es un tipo de sándwich muy popular en Brasil y son habituales numerosas variaciones del mismo.

## Cultura
Diversas personalidades han reconocido su predilección por dicho sándwich: Mário de Andrade, Oswald de Andrade, Anthony Bourdain, Tarsila do Amaral, Anita Malfatti, Adoniran Barbosa, Paulo Vanzolini, Nelson Gonçalves, Sérgio Reis, Vladimir de Toledo Piza, Jânio Quadros, Fernando Henrique Cardoso, Lula, Ademar de Barros, Mário Covas, Oswaldo Brandão, Telê Santana, Titãs (banda).